# Кленовка (Калужская область)
Кленовка — деревня в Козельском районе Калужской области. Входит в состав Сельского поселения «Деревня Киреевское-Первое».

## География
Расположена в 7 км к юго-востоку от деревни Слаговищи и в 1 км от границы с Белёвским районом Тульской области на речке Ганиловке, притоке Грязны.

## История
В 1802—1929 годах Кленовка входила в состав Лихвинского уезда Калужской губернии.
В 1859 году во владельческой деревне Кленовке было 15 дворов, проживало 124 человека (61 мужского пола и 63 женского).
К моменту отмены крепостного права в 1861 году Кленовка принадлежала надворному советнику Александру Оттовичу фон Ренне (1800—1887).
В 1892 году в Кленовке проживало 182 человека (86 мужского пола и 96 женского). В конце XIX — начале XX века деревня входила в состав Гутневской волости Лихвинского уезда.
В 1912 году в Кленовке проживало 218 человек (106 мужского пола и 112 женского), действовала земская школа.

## Население
| 1859 | 1892 | 1912 | 2002 | 2010 |
| ---- | ---- | ---- | ---- | ---- |
| 124  | ↗182 | ↗218 | ↘0   | →0   |